# Liste des monuments historiques du Nord
Ne doit pas être confondu avec Liste des monuments historiques de la province Nord (Nouvelle-Calédonie).
Cet article recense les monuments historiques du Nord, en France.

## Statistiques
Au 21 juillet 2025, le département du Nord compte 829 édifices comportant au moins une protection au titre des monuments historiques, dont 183 sont classés et 677 sont inscrits. Le total des monuments classés et inscrits est supérieur au nombre total de monuments protégés car plusieurs d'entre eux sont à la fois classés et inscrits.

## Liste
Pour des raisons de taille, la liste est découpée en deux :
- communes débutant de A à K : liste des monuments historiques du Nord (A-K) ;
- communes débutant de L à Z : liste des monuments historiques du Nord (L-Z)

Compte tenu du nombre important de protections sur plusieurs communes, elles font l'objet de listes séparées :
- liste des monuments historiques de Cambrai ;
- liste des monuments historiques de Douai ;
- liste des monuments historiques de Dunkerque :
- liste des monuments historiques de Lille ;
- liste des monuments historiques de Roubaix ;
- liste des monuments historiques de Tourcoing ;
- liste des monuments historiques de Valenciennes.